# Thomas Eisner
Thomas Eisner (25 de junho de 1929 – 25 de Março de 2011) foi um entomologista e ecologista estadunidense de origem alemã, conhecido como o "pai da ecologia química." Ele foi um Jacob Gould Schurman Professor de ecologia química na Universidade Cornell e diretor do Instituto Cornell para Pesquisa em Ecologia Química (em inglês: Cornell Institute for Research in Chemical Ecology - CIRCE). Eisner foi considerado uma autoridade mundial sobre comportamento animal, ecologia, e evolução, tornando-se, junto com seu colega Jerrold Meinwald, um dos pioneiros da ecologia química, disciplina que lida com as interações químicas de organismos. Foi também coautor de cerca de 400 artigos científicos e sete livros.

## Vida pessoal
Thomas Eisner nasceu em 25 de junho de 1929 em Berlim, Alemanha. Seu pai, Hans Eisner, foi um químico de origem judaica e colega de Fritz Haber no Instituto Kaiser Wilhelm de Eletroquímica em Berlim. Sua mãe, Margarete Heil-Eisner, era artista. Escapando do regime nazista, a família mudou-se para Barcelona e, após a Guerra Civil Espanhola, para o Uruguai. Em 1947, foram para os Estados Unidos.
Thomas Eisner naturalizou-se como cidadão estadunidense e se candidatou para graduação na Universidade Cornell, sendo porém rejeitado. Recebeu seu B.S. e o PhD da Universidade Harvard e entrou para a faculdade de entomologia de Cornell em 1957. Casou-se com Maria Eisner, que era membro de seu laboratório. Em 1964, ajudou a fundar o Departamento de Neurobiologia e Comportamento, onde trabalhou até sua morte.
Além de seu trabalho acadêmico, ele foi um apaixonado fotógrafo de natureza e cinegrafista. Seu filme Secret Weapons, ganhou o Grande Prêmio no Festival de Nova Iorque e foi eleito o Melhor Filme de Ciência pela Associação Britânica para o Avanço da Ciência. Ele também foi um ávido pianista e regente ocasional. Eisner morreu no dia 25 de março de 2011, de doença de Parkinson.
Ele era ateu.